# جنيد جمشيد

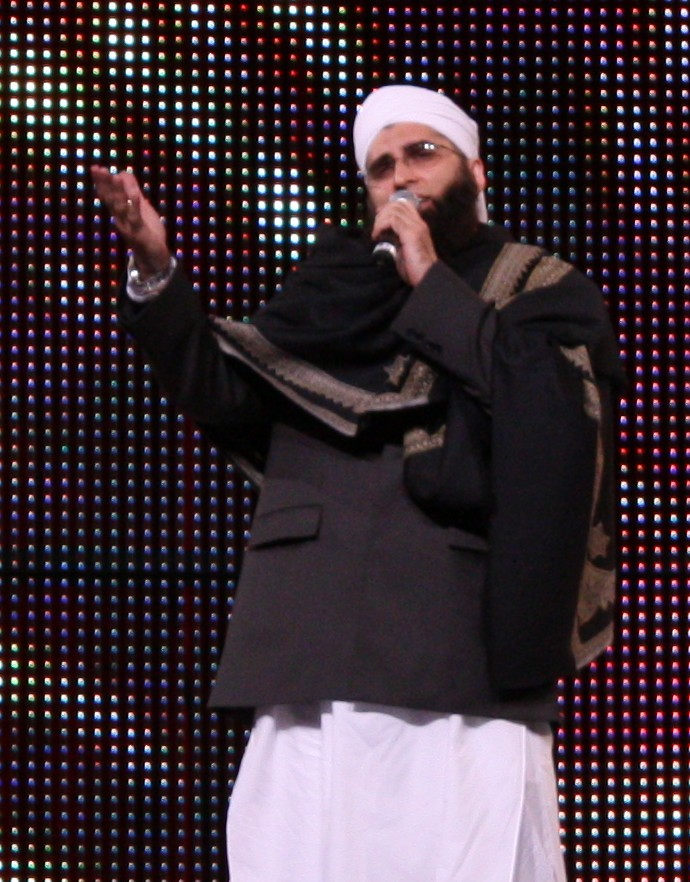
جنيد جمشيد سنة 2009

جنيد جمشيد (3 سبتمبر 1964 - 7 ديسمبر 2016) هو مغني باكستاني. كان ضمن فريق مويسقي يغني «البوب» في الثمانينات، لكنه توجه إلى أسلوب الاناشيد الدينية وتحول إلى داعية إسلامي.
في أواخر 2014 م، اتُهم بـ «ازدراء الدين» بسبب تصريحات قيل أنه أساء فيها إلى عائشة زوجة النبي محمد. كان جمشيد اعتذر وقال «هذا هو خطئي، وحدث ذلك بسبب جهلي وعدم وعيي وأطلب العفو من العالم الإسلامي».

## وفاته
توفي جنيد في 7 ديسمبر 2016 خلال رحلة طيران داخلية في الخطوط الجوية الدولية الباكستانية الرحلة 661.

## روابط خارجية
- جنيد جمشيد على موقع ميوزك برينز (الإنجليزية)